# Tuckia zuluana
Tuckia zuluana är en fjärilsart som beskrevs av Józef Razowski 2001. Tuckia zuluana ingår i släktet Tuckia och familjen vecklare. Inga underarter finns listade i Catalogue of Life.